# Vår Fru av Loreto
Vår Fru av Loreto är inom Romersk-katolska kyrkan en titel på Jungfru Maria. Titeln syftar på det Heliga huset i Loreto, vilket enligt katolsk tradition är det hus där den Heliga familjen bodde i Nasaret. Enligt legenden fördes detta hus år 1291 av änglar från sin ursprungliga plats till en kulle i Tersatto. Därifrån flyttades det till Loreto.
I oktober 2019 införde påve Franciskus Vår Fru av Loreto som festdag att firas årligen den 10 december.